# Planetka ledvinoskvrnná
Planetka ledvinoskvrnná (Chilocorus renipustulatus) je druh brouka z čeledi slunéčkovití.

## Popis
Délka těla planetky ledvinoskvrnné se pohybuje v rozmezí 4–5 mm. Tělo je polokulovitého tvaru, černě zbarvené. Uprostřed krovek blíže k hlavě se nachází 2  červené skvrny. Okraje krovek jsou zřetelně zploštělé. Tykadla a spodní strana těla jsou oranžové. Pronotum a nohy jsou černé. Larva ve čtvrtém instaru je tmavě šedohnědá s hrbolky. Z každého hrbolku vychází dlouhé černé štětiny, které se dále větví. Kukla je černá a lesklá.

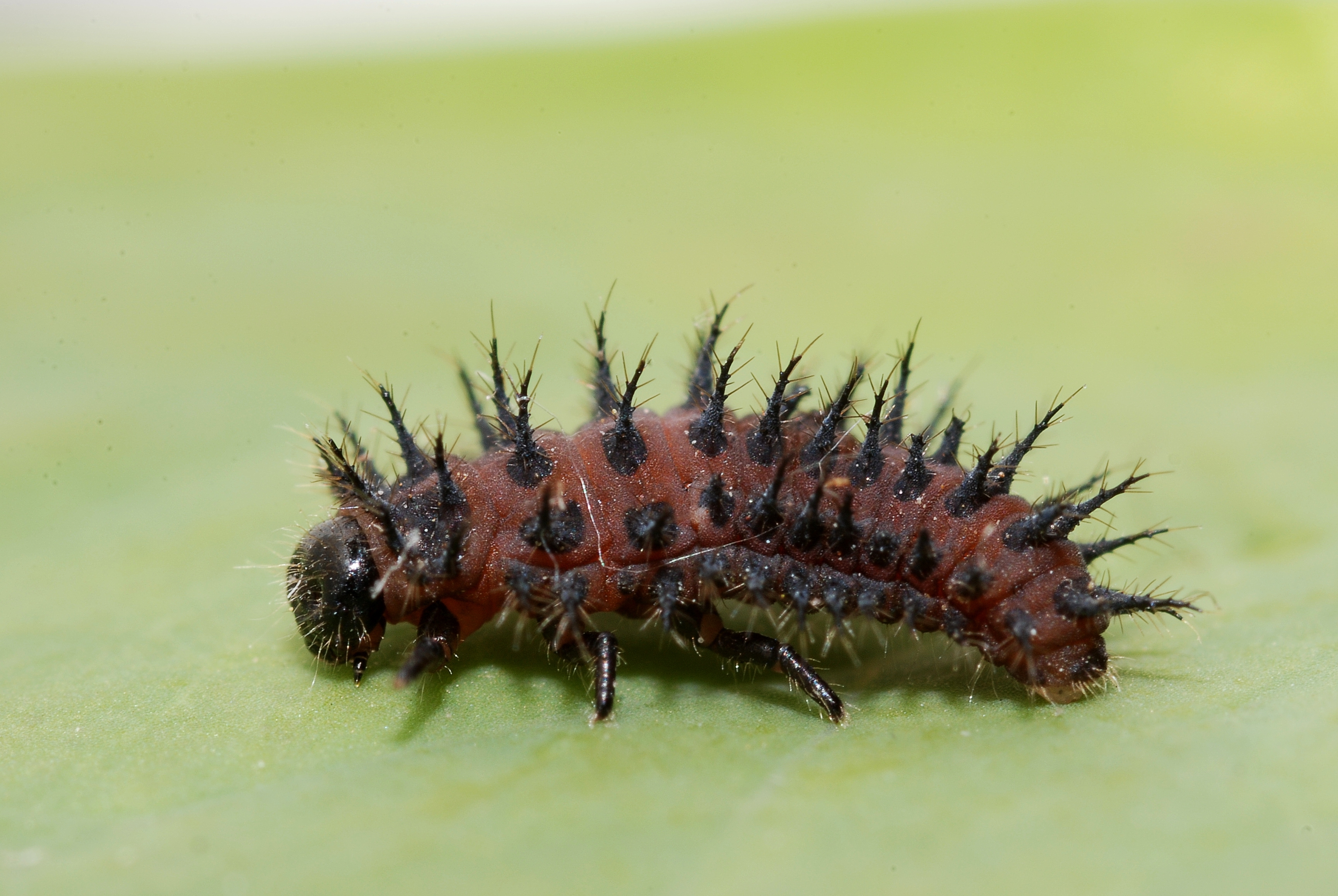
Larva
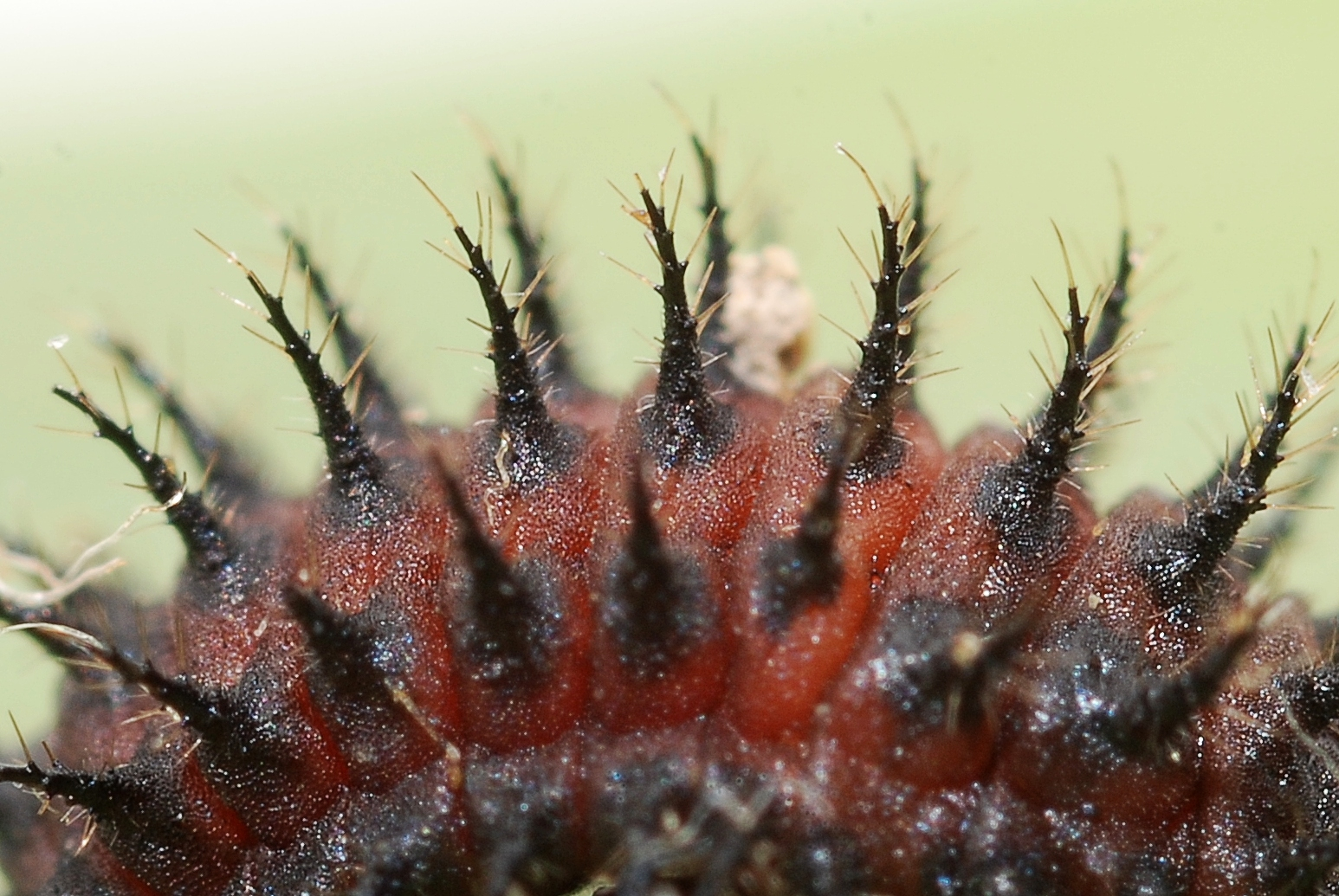
Štětinky larvy
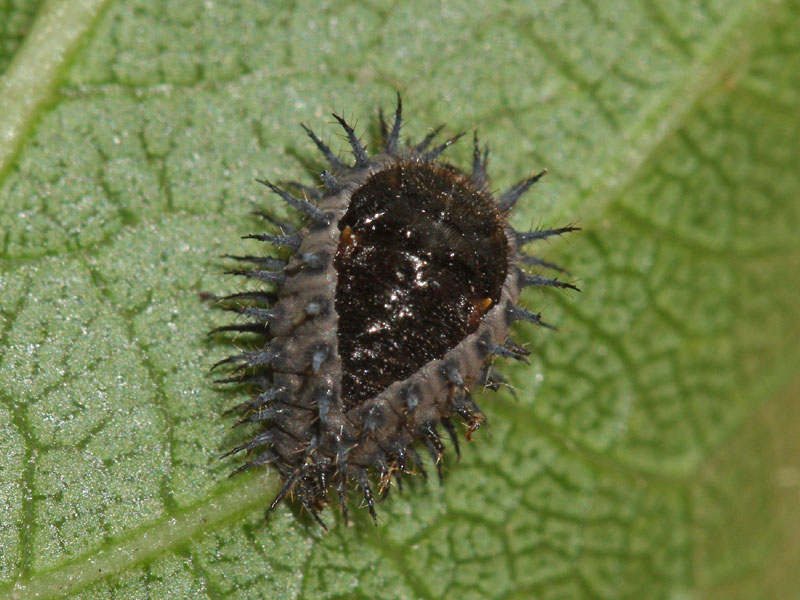
Kukla

## Rozšíření
Planetka ledvinoskvrnná se vyskytuje zejména v Evropě a Asii. Preferuje zalesněné oblasti, často se nachází na kmenech stromů, kde také přezimovává. Létá od dubna do října.

## Potrava
Planetka ledvinoskvrnná se živí červci.